# 392 př. n. l.

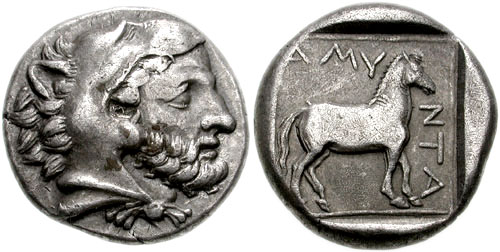
Mince Makedonského krále Amynta III.

## Hlava státu
- Perská říše – Artaxerxés II.  (404 – 359 př. n. l.)
- Egypt – Hakor  (393 – 380 př. n. l.)
- Bosporská říše – Satyrus  (433 – 389 př. n. l.)
- Sparta – Agésipolis I.  (395 – 380 př. n. l.) a Agésiláos II.  (399 – 360 př. n. l.)
- Athény – Demostratus  (393 – 392 př. n. l.) » Philocles  (392 – 391 př. n. l.)
- Makedonie – Argaios II.  (393 – 392 př. n. l.) » Amyntás III.  (392 – 370 př. n. l.)
- Epirus – Tharrhypas  (430 – 392 př. n. l.) » bezvládí  (392 – 390 př. n. l.)
- Odryská Thrácie – Amadocus I.  (408 – 389 př. n. l.) a Seuthes II.  (405 – 387 př. n. l.)
- Římská republika – konzulové L. Valerius Potitus Poplicola a Marcus Manlius  (392 př. n. l.)
- Syrakusy – Dionysius I.  (405 – 367 př. n. l.)
- Kartágo – Mago II.  (396 – 375 př. n. l.)